# Гільєрмо Рамірес
Гільєрмо Рамірес (ісп. Guillermo Ramírez, нар. 26 березня 1978, Лівінгстон) — колишній гватемальський футболіст, що грав на позиції півзахисника.
Значну частину кар'єри провів у складі «Мунісіпаля», за який в сумі зіграв понад 300 матчів в чемпіонаті, а також національної збірної Гватемали, в складі якої провів найбільше за усіх ігор — 97.

## Клубна кар'єра
У дорослому футболі дебютував 1996 року виступами за «Мунісіпаль», разом з яким регулярно вигравав національні трофеї та брав участь в континентальних турнірах. Кілька разів футболіст намагався перебратись за кордон, але кожного разу повертався в «Мунісіпаль». Так у другій половині сезону 2000/01 Гільєрмо виступав за грецький «ПАС Яніна», а у 2002—2003 роках — за мексиканський «Хагуарес Чьяпас».
Протягом 2005 року виступав на правах оренди за «Лос-Анджелес Гелаксі» і допоміг клубу виграти Кубок МЛС, забивши єдиний гол в додатковий час фіналу проти «Нью-Інгленд Революшн», за що був визнаний MVP турніру. Проте вже з наступного року Рамірес продовжив виступи за рідний «Мунісіпаль».
Влітку 2009 року вкотре покинув клуб і став гравцем гондураського «Марафона», якому відразу ж допоміг виграти Апертуру 2009 року, забивши один з двох голів у фіналі проти столичної «Олімпії».
2010 року Рамірес востаннє повернувся в рідний «Мунісіпаль», а у січні 2011 року став гравцем гандураського «Мотагуа», з якою став чемпіоном клаусури Гондурасу.
На початку 2012 року став гравцем «Ередії». У жовтні того ж року стало відомо, що ФІФА довічно дискваліфікувала гравців збірної Гватемали Гільєрмо Раміреса, Йоні Флореса і Густаво Адольфо Кабреру за участь в договірних матчах. Розслідування велося щодо наступних матчів за участю дискваліфікованих футболістів: «Мунісіпаль» — «Сантус» (19 жовтня 2010 року в рамках Ліги чемпіонів КОНКАКАФ), гри збірної Гватемали з Венесуелою (1 червня 2011 року, поразка вдома 0:2) і Коста-Рикою (25 травня 2012, поразка в гостях 2:3). З того моменту зазначеним гравцям довічно заборонено будь-який рід діяльності, пов'язаний з футболом.

## Виступи за збірну
16 червня 1997 року дебютував в офіційних матчах у складі національної збірної Гватемали в грі Центральноамериканського кубка проти збірної Коста-Рики.
У складі збірної був учасником чотирьох розіграшів Золотого кубка КОНКАКАФ у США (1998,2000, 2002 та 2005)
6 серпня 2008 року, після перемоги 3:0 над збірною Болівії, Гільєрмо. який провів той матч як капітан, зіграв свій 87 матч за збірну, побивши попередній рекорд Хуана Карлоса Плати за кількістю матчів за Гватемалу.
27 травня 2012 року Рамірес був відсторонений від матчів збірної через підозри влаштувати результат матчу Гватемали проти Південної Африки в 2010 році. В червні того ж року, це було підтверджено групою товаришів по команді. Після дискваліфікації ФІФА остаточно втратив можливість повернутись до збірної.
Протягом кар'єри у національній команді, яка тривала 16 років, провів у формі головної команди країни 97 матчів, забивши 14 голів.

## Досягнення
- Чемпіон Гватемали: (8): 2000 Апертура, 2004 Апертура, 2005 Клаусура, 2005 Апертура, 2006 Клаусура, 2006 Апертура, 2008 Клаусура, 2009 Апертура
- Володар Кубка Гватемали: (2): 1998, 2003
- Володар Кубка МЛС: (1): 2005
- Чемпіон Гондурасу: (2): 2009 Апертура, 2011 Клаусура

### Індивідуальні
- MVP Кубка МЛС: (1): 2005
- Провів найбільше ігор за збірну Гватемали (97)